# Harry Frankfurt
Harry Gordon Frankfurt, född 29 maj 1929 i Langhorne i Bucks County, Pennsylvania, död 16 juli 2023 i Santa Monica, Los Angeles, Kalifornien, var en amerikansk professor emeritus i filosofi vid Princeton University. Han undervisade tidigare vid Yale University och Rockefeller University. Han avlade doktorsexamen 1954 vid Johns Hopkins University. Hans huvudsakliga intresseområden är moralfilosofi, medvetande- och handlingsfilosofi, och 1600-talets rationalism.
Inom filosofin är Frankfurt främst känd för sin tolkning av Descartes rationalism. Hans mest inflytelserika arbete handlar om den fria viljan (som han skrivit flera artiklar om) byggd på hans teori om en ”högre ordningens viljeyttringar” med tankeexperiment som visar att en person inte kunde ha handlat annorlunda än vad hen gjorde men att hen ändå intuitivt ter sig som moraliskt ansvarig. Frankfurt är en kompatibilist som utvecklat Humes teori om att vara fri är att göra vad man vill göra. Hans version av kompatibilism har blivit omskriven av många andra. Mer nyligen har han skrivit om bullshit, kärlek och omsorg.